# Masacre del instituto profesional de Kauhajoki
La masacre del instituto profesional de Kauhajoki fue un tiroteo escolar ocurrido el 23 de septiembre de 2008, en un instituto de Kauhajoki, en la provincia de Ostrobotnia del Sur, Finlandia. El asesino, Matti Juhani Saari, de 22 años, asesinó a diez estudiantes con una pistola semiautomática, justo antes de dispararse en la cabeza. Falleció horas más tarde en un hospital de Tampere.
El asesino había sido interrogado días antes por la policía, ya que había colgado vídeos en YouTube en los que empuñaba su arma, pronunciando frases como "Tú serás el siguiente en morir".
En varias notas previas a la masacre, escribió que odiaba a la raza humana y que la solución era la Walther 22, en referencia a su pistola.
Este fue el segundo tiroteo escolar en menos de un año en Finlandia, siendo el otro la masacre del instituto Jokela, ocurrido en noviembre del 2007, donde nueve personas murieron, incluyendo el asesino. Antes de este se había reportado tan sólo un tiroteo escolar en la historia del país, en Rauma en 1989, que dejó como saldo dos personas muertas.